# Winthemia abdominalis
Winthemia abdominalis är en tvåvingeart som först beskrevs av Townsend 1919.  Winthemia abdominalis ingår i släktet Winthemia och familjen parasitflugor. Inga underarter finns listade i Catalogue of Life.